# Physoschistura shanensis
Physoschistura shanensis är en fiskart som först beskrevs av Hora 1929.  Physoschistura shanensis ingår i släktet Physoschistura och familjen grönlingsfiskar. IUCN kategoriserar arten globalt som nära hotad. Inga underarter finns listade i Catalogue of Life.